# Mezőhegyes
Mezőhegyes ist eine ungarische Stadt im Kreis Mezőkovácsháza im Komitat Békés.
Eine besondere Bedeutung hat das 1784 gegründete Gestüt Mezőhegyes.

## Geografische Lage
Mezőhegyes liegt 13 Kilometer südwestlich der Kreisstadt Mezőkovácsháza, zwei Kilometer nördlich der Grenze zu Rumänien an dem Kanal Élővíz-főcsatorna. Nachbargemeinden sind Pitvaros, Ambrózfalva, Végegyháza und Battonya.

## Städtepartnerschaften
- Arad, Rumänien
- Măgheruș (Covasna), Rumänien
- Mordano, Italien
- Peregu Mic, Rumänien
- San Giorgio di Nogaro, Italien
- Târgu Secuiesc, Rumänien
- Túrkeve, Ungarn

## Sehenswürdigkeiten
- Attila-József-Denkmal, erschaffen 1983 von Miklós Melocco
- Evangelische Kirche, erbaut 1944–1949
- Ferenc-Kozma-Büste, erschaffen 1893 von György Zala
- Ferenc-Kozma-Denkmal, erschaffen 1897 von György Zala
- János-Gonzeczky-Denkmal, erschaffen 1999 von Gábor Mihály
- János-Gonzeczky-Gedenktafel, erschaffen 1944 von Ferenc József Karl
- Reformierte Kirche, erbaut 1907–1909 im neogotischen Stil
- Römisch-katholische Kirche Szent György, erbaut 1844–1846 im klassizistischen Stil
- Skulptur Jégverés után, erschaffen 2011 von Éva Deliné Szabó
- Weltkriegsdenkmal (I. és II. világháborús emlékmű)

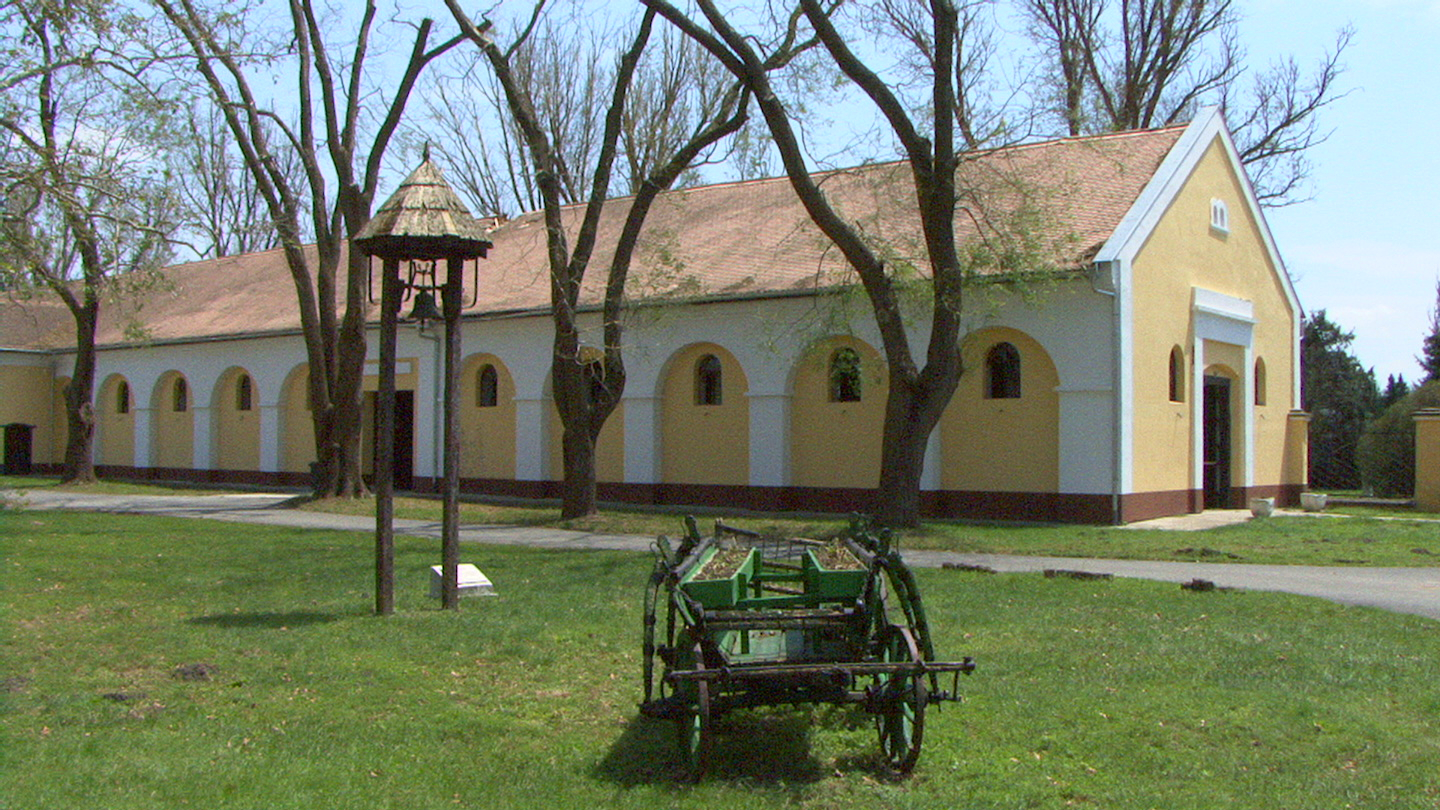
Gestüt Mezőhegyes
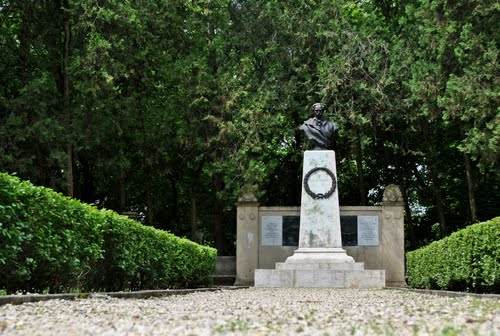
Ferenc-Kozma-Denkmal
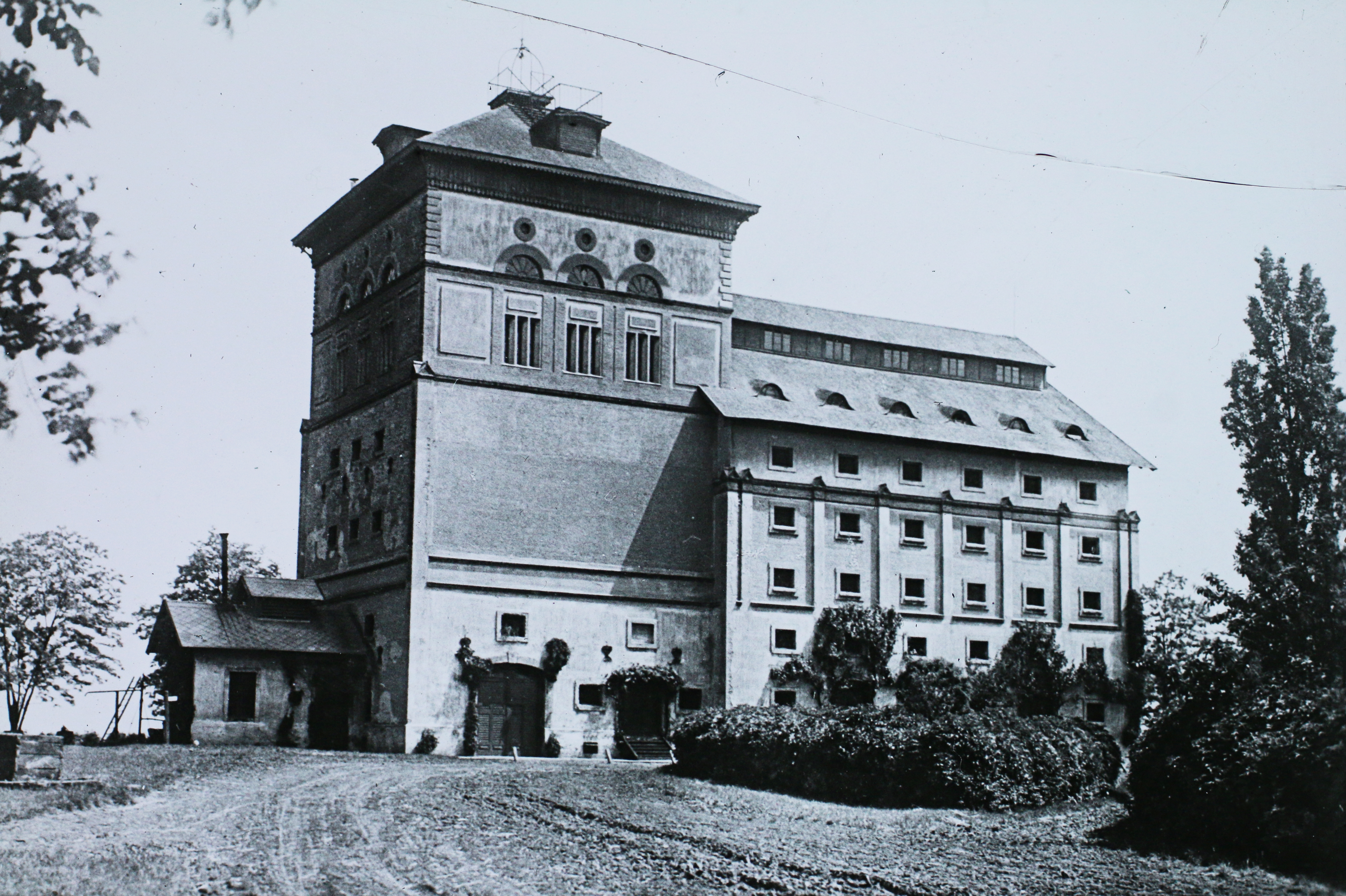
Getreidespeicher im Ortsteil Belsőperegpuszta (1912)

## Verkehr
In Mezőhegyes treffen die Landstraßen Nr. 4427, Nr. 4434 und Nr. 4444 aufeinander. Es bestehen Bahnverbindungen nach Battonya, Békéscsaba, Újszeged und Mezőtúr sowie Busverbindungen nach Battonya, Mezökovacsháza, Orosháza und über Makó nach Szeged. Südlich der Stadt befindet sich ein kleiner Flugplatz (Mezőhegyes mezőgazdasági repülőtér).